# Eteone foliosa
Eteone foliosa är en ringmaskart som beskrevs av Jean Louis Armand de Quatrefages de Bréau 1866. Eteone foliosa ingår i släktet Eteone och familjen Phyllodocidae. Arten är reproducerande i Sverige. Inga underarter finns listade i Catalogue of Life.

## Bildgalleri

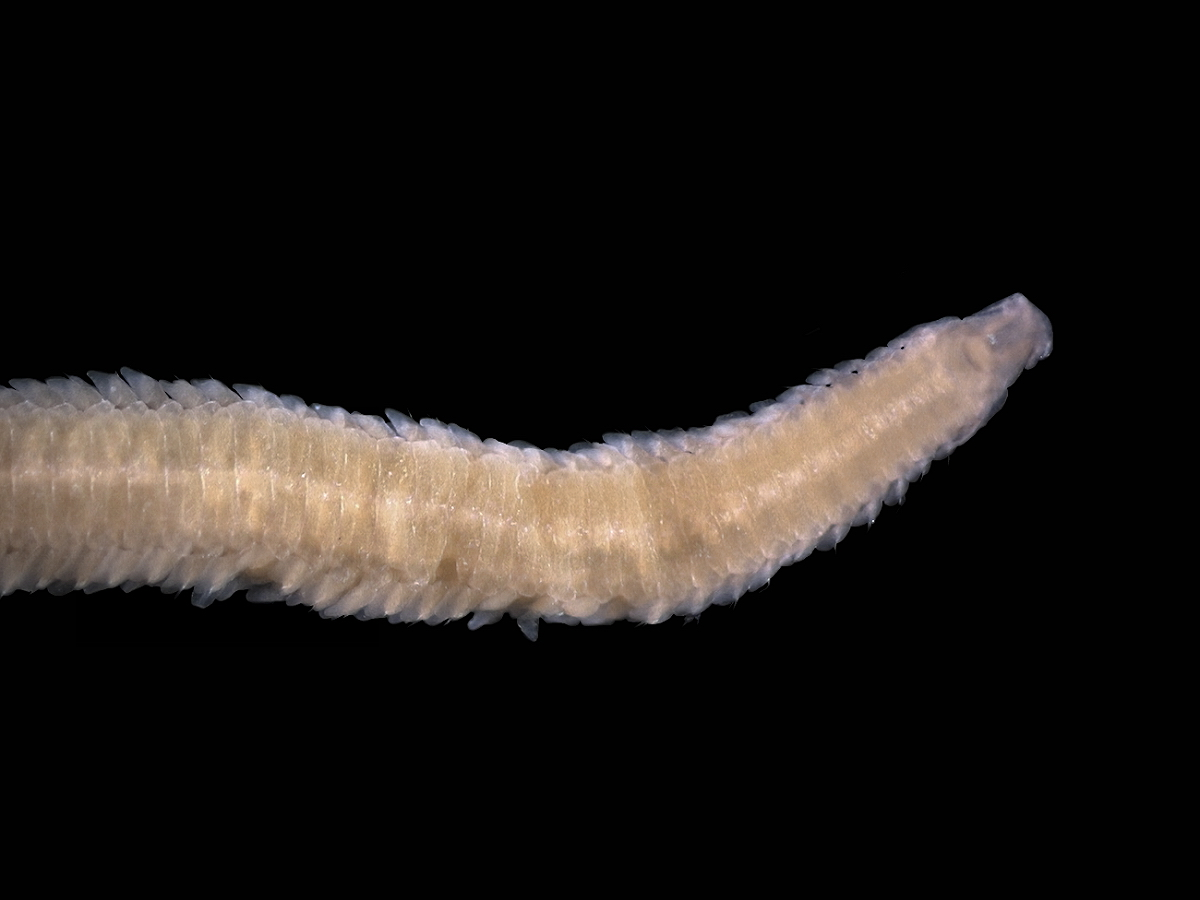